# Legend of the Red Reaper
Legend of the Red Reaper to amerykański fantastyczny film akcji z 2013 roku.

## Obsada
- Tara Cardinal − Red Reaper
- David Mackey − Eris
- Christian Boeving − Andre
- Ray Eddy − Ganesh
- Tom Nowicki − Adonis